# Флотиле Морнарице НОВЈ
Флотиле Морнарице НОВЈ биле су формације барских и других мањих бродова и чамаца којима су за вријеме Народноослободилачког рата повјеравани задаци борбеног карактера.

## Историјат
Биле су састављене од партизанских наоружаних рибарских и других мањих бродова и чамаца. Прва партизанска флотила формирана је на почетком 1943. у саставу Првога морнаричког одреда у Подгори (мали брод Партизан и леут Пионир). Након капитулације Италије (1943) формиране су прве флотиле у саставу морнаричких команди. Команда морнарице НОВ и ПОЈ (Команда морнарице за Хрватско приморје и Истру) имала је флотилу од 4 патролна чамца (Партизан 1, 2, 3 и 4). Обална команда Книнског сектора (Команда морнарице за сјевернодалматинску обалу и отоке) имала је Вирску, Молатску, Пашманску и Корнатску флотилу, а Обална команда у Сплиту Приморску, Брачку, Вишку, Шолтанску, Хварску, Корчуланску, Мљетску, Пељешку и Ударну флотилу. Од Корчуланске, Пељешке, Мљетске и Ластовске флотиле формирана је 11. октобра 1943. Група јужнодалматинских флотила, оперативно подређена Јужнодалматинској бригади на Корчули. Од јануара 1944. бродови су подијељени на наоружане бродове и патролне чамце и разврстани у Поморске обалне секторе (ПОС); II, III и V ПОС имали су по флотилу промјенљива састава; IV ПОС (сплитски) имао је Флотилу наоружаних бродова (звала се и Секторска флотила), више флотила патролних чамаца (Брачка, Хварска, Корчуланска, Вишка и Помоћна) а од аугуста 1944. I и II десантна флотилу (по 6 моторних сплави). За ослобађања далматинских острва и обале (поткрај септембра 1944) реорганизирана је флотила IV ПОС-а: I флотила с базом у Милни (Брач), II флотила у Сумартину (Брач) и Сућурју (острво Хвар) и Помоћна флотила у Вису; десантне флотиле прешле су у ослобођени Сплит. Од свих расположивих бродова Морнарице НОВЈ формиран је (8. октобра 1944) Кварнерски помоћни састав од 5 флотила. Секторске флотиле биле су састављене од патролних чамаца мање борбене вриједности ради одржавања повољногг оперативног режима, уклањања мина и слично Од капитулације Италије до краја рата у саставу флотила било је 20 наоружаних бродова., око 60 патролних чамаца, 12 моторних сплави и десетак помоћних бродова; од тога је изгубљено 10 наоружаних бродова (5 уништили Нијемци, 2 грешком Савезници, 3 у незгодама), 15 патролних чамаца (11 уништили Нијемци, 2 Савезници, 2 у незгодама) и болнички брод Марин II (потопили Нијемци).
FLOTILE MORNARICE NOV], sastavi naoružanih ri-
barskih i drugih manjih brodovai čamaca kojima su za vreme NOR
poveravani zadaci borbenog karaktera. – Posle kapitulacijc Ita—